# A.T.L. Autotecnica del Lario
A.T.L. Autotecnica del Lario war ein italienischer Hersteller von Automobilen.

## Unternehmensgeschichte
Ercole Zuccoli gründete 1969 in Mandello del Lario das Unternehmen und begann mit der Produktion von Automobilen. Der Markenname lautete ATL. 1976 endete die Produktion.

## Fahrzeuge
Die verschiedenen Fahrzeuge basierten auf Fahrgestellen vom VW Käfer. Das erste Modell Explorer I war ein viersitziger Buggy, der vom amerikanischen Empi abgeleitet war. Ab 1971 folgten weitere Buggys wie der Explorer II und der Mach I. Daneben gab es einen Nachbau des Riley MPH von 1936 mit einer Karosserie aus Fiberglas.